# Bến Thủy
Bến Thủy là một phường cũ thuộc thành phố Vinh cũ, tỉnh Nghệ An, Việt Nam.
Theo Nghị quyết số 1678/NQ-UBTVQH15 của Ủy ban Thường vụ Quốc hội Việt Nam, ban hành ngày 16 tháng 6 năm 2025, sắp xếp toàn bộ diện tích tự nhiên, quy mô dân số của các phường Bến Thủy, Hưng Dũng, Hưng Phúc, Trung Đô, Trường Thi, Vinh Tân và xã Hưng Hòa thuộc thành phố Vinh trước đây thành một phường mới có tên gọi là phường Trường Vinh.
Phường Bến Thủy có diện tích tự nhiên 2,91 km², dân số hơn 17.000 người, trên 3.404 hộ.
Trên địa bàn phường có nhiều đầu mối giao thông quan trọng (cả đường thủy và đường bộ), phía Nam giáp tỉnh Hà Tĩnh được ngăn cách bằng con sông Lam.
Nhà máy Nhiệt điện Bến Thủy và Cảng Bến Thủy được liệt kê là mục tiêu trong một bức điện tín của đế quốc Mỹ năm 1965.